# イングリア

イングリアの旗

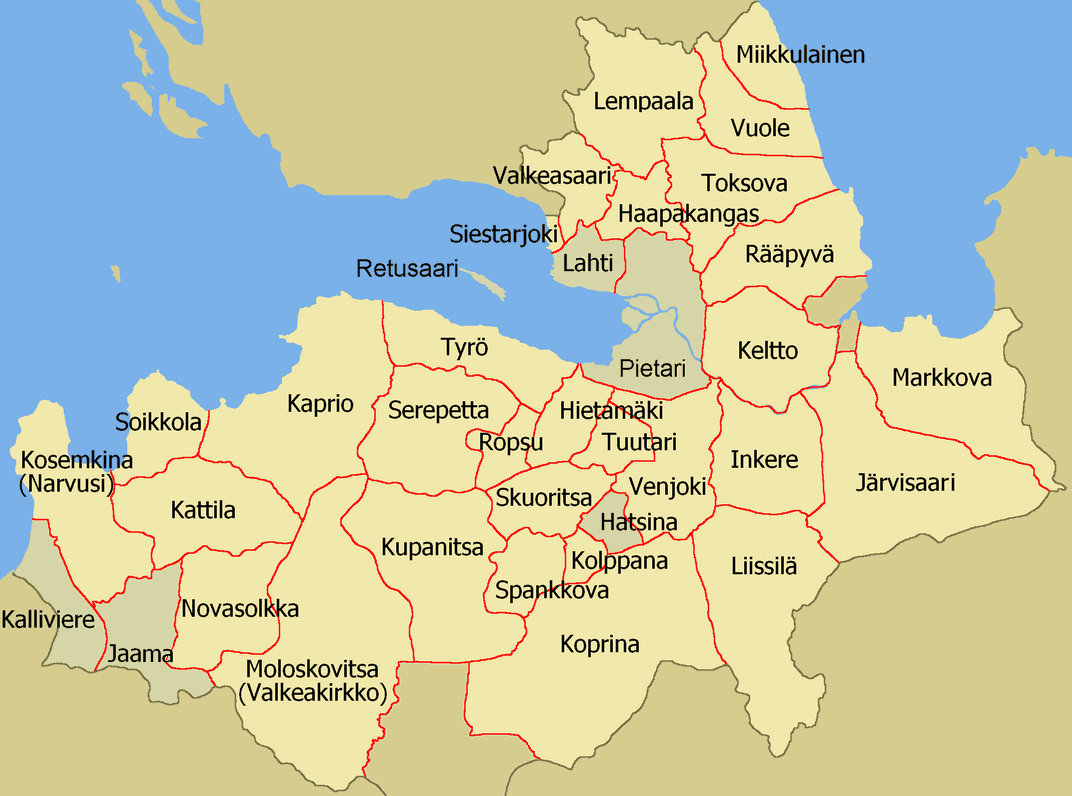
サンクトペテルブルク県におけるイングリアとルター派の教区、1900年頃

イングリア（英語: Ingria、ロシア語: Ингрия イジョラ, Ингерманландия インゲルマンランディヤ, Ижорская земля、 フィンランド語: Inkeri, Inkerinmaa、スウェーデン語: Ingermanland インゲルマンランド、エストニア語: Ingeri インゲリ, Ingerimaa）は、ネヴァ川流域の、フィンランド湾、ナルヴァ川、ペイプシ湖、ラドガ湖に囲まれた地域の歴史的名称。現在のサンクトペテルブルクを中心とした地域である。

## 歴史
イングリアは、もともとフィン・ウゴル族（フィン・ウゴル語派）の居住する地勢であった。当初はイジョラ人（イゾリア人、イングリア人、Izhorians）やヴォート人が、後にはイングリア・フィン人やエストニア人が進出した。しかし、スラヴ人（東スラヴ人）の北進によって次第にロシア化された。ノヴゴロド公国領に編入されるが、北方十字軍によるスウェーデン人の侵攻によってイングリアは争奪地となった。
13世紀から14世紀にかけてノヴゴロド公国が勢力をのばすと、東西キリスト教（東方教会と西方教会）が争う場となった。1293年にスウェーデンがカレリア地峡にヴィボルグを建設すると、ロシアはコレラ（プリオジョールスク）を建設した。1323年のオレホフの和議で、スウェーデン、ロシア、フィンランドの国境が画定され、カレリア地方はロシア領となった。以降もスウェーデンとロシアは戦争を繰り返す。

### スウェーデン統治時代
1610年からのイングリア戦争でスウェーデンがロシア帝国（ロシア・ツァーリ国）に勝利し、1617年のストルボヴァの和議でロシアはカレリア地峡、ラドガ湖北部、ネヴァ川、フィンランド湾南部を失い、スウェーデン領となった。この地域は、ロシア側から見ると「バルト海への出口」「西欧への窓」として重要な交易地であったが、これを失うこととなった。
スウェーデンは新しい領土をインゲルマンランドと名付け、フィンランド人が入植した（インゲルマンランドフィン人）。スウェーデン統治時代にはルター派が増え、17世紀のスウェーデン・ロシア戦争で正教徒が国外へ逃亡すると、ルター派が7割を占めるようになった。スウェーデンは17世紀を通じてバルト帝国を形成した。

### ロシア統治時代
18世紀の大北方戦争中の1702年にロシアはスウェーデンに大勝する。ロシアはイングリアへ進軍し、要塞が建設され、これがのちのサンクトペテルブルクとなる。イングリアは1721年のニスタット条約によってカレリア、リヴォニア、エストニアなどともにロシアに割譲された。なお、フィンランドはスウェーデンに返還された。以後はロシア領として今日に至る。スウェーデンの「バルト帝国」はこれにより崩壊し、覇権はロシアに移った。大北方戦争終結以前の1712年にペテルブルクはロシアの首都となった。ピョートル大帝は、強制移住政策などにより、イングリアのロシア化を進めた。
1741年からのロシア・スウェーデン戦争（ハット党戦争）でもロシアは勝利し、ロシアはフィンランドを返還するも、フィンランド東南部をヴィボルグ県に編入した。ナポレオン戦争にともなう第二次ロシア・スウェーデン戦争でフィンランドは再び敗北し、1809年のフレデリクスハムンの和約でフィンランドはロシアに割譲された。ロシア皇帝アレクサンドル1世はフィンランド大公国大公となったが、1812年にヴィボルグ県をフィンランド大公国に編入し、これがロシア革命まで続いたが、首都サンクトペテルブルクに近接するヴィボルグ県がフィンランド領となったことが後に安全保障上の問題になった。
ロシア革命後、ドイツから支援された白軍とロシアから支援された赤軍（赤いフィン人）が衝突したフィンランド内戦の後、1920年のタルトゥ条約でフィンランドとバルト三国は独立した。
インゲルマンランドフィン人の一部は1918年にインゲルマンランド民族ソビエトを結成したが、彼らを「第五列」として信用しなかったボリシェヴィキに排除された。1921年から1922年にかけてカレリア民族蜂起（ボリシェヴィキは「カレリア冒険主義」と呼んだ）が起きると、3万人の赤軍が派遣され、蜂起部隊はフィンランドに退却した。カレリアには労働収容所が設置され、1938年には139の収容所に83,810人の囚人がいた。
1930年代にはインゲルマンランドでも農業集団化キャンペーンとクラーク撲滅運動が及び、1932年10月までに10万人が追放された。
十月革命期には短命ながらイングリア・フィン人による北イングリア共和国が成立し、フィンランドへの合流を模索していた。

## 現在
現在はロシア連邦レニングラード州に属している。イングリア語を話すイゾリア人（イングリア人）がわずかながら住むほか、ルーテル派を信仰するイングリア・フィン人は数万人を超える。ソビエト連邦の崩壊後は、イングリア・フィン人の中から大勢フィンランドに移民するものが出ている。